# フィレンツェ五月音楽祭

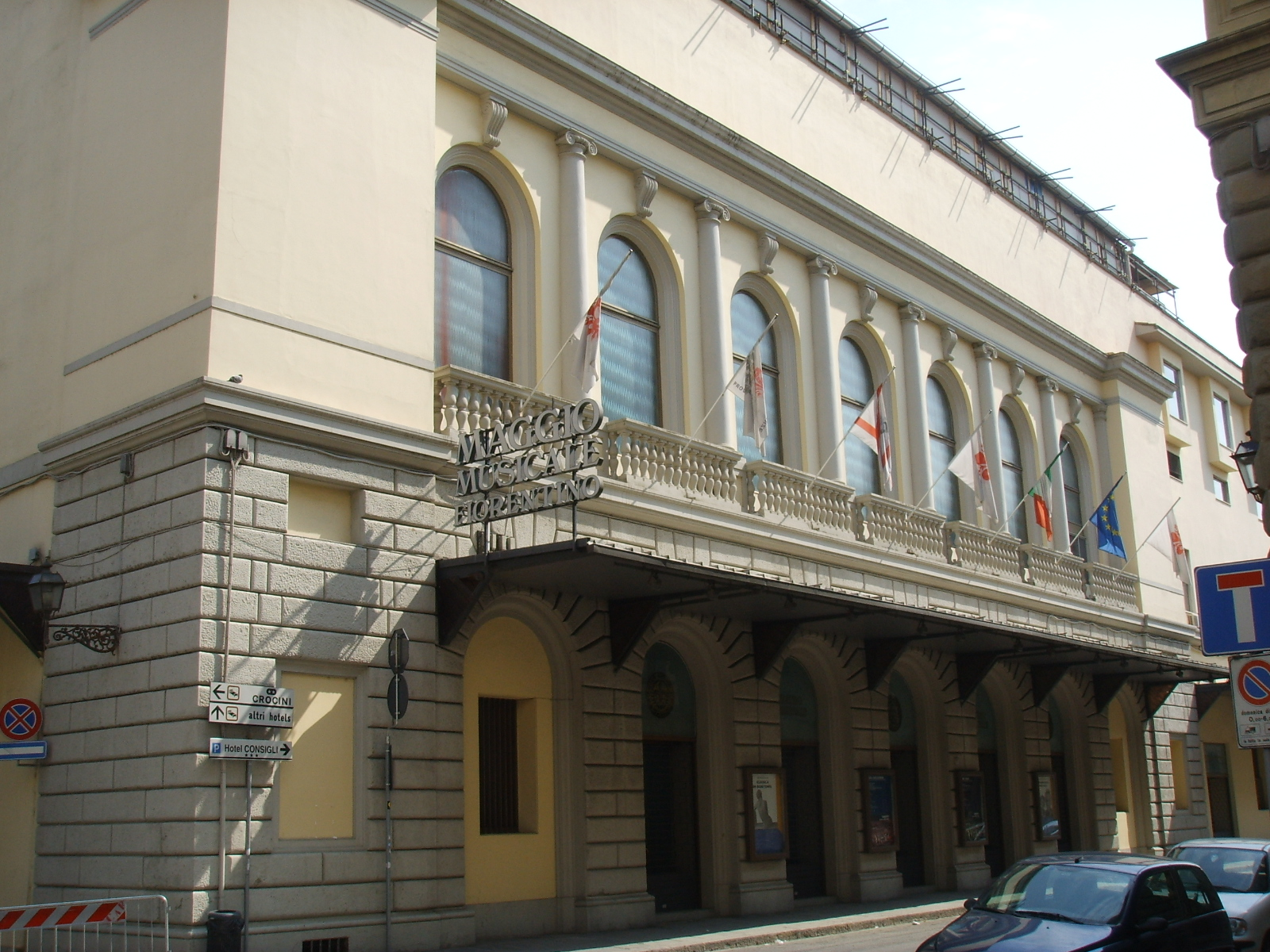
コムナーレ劇場

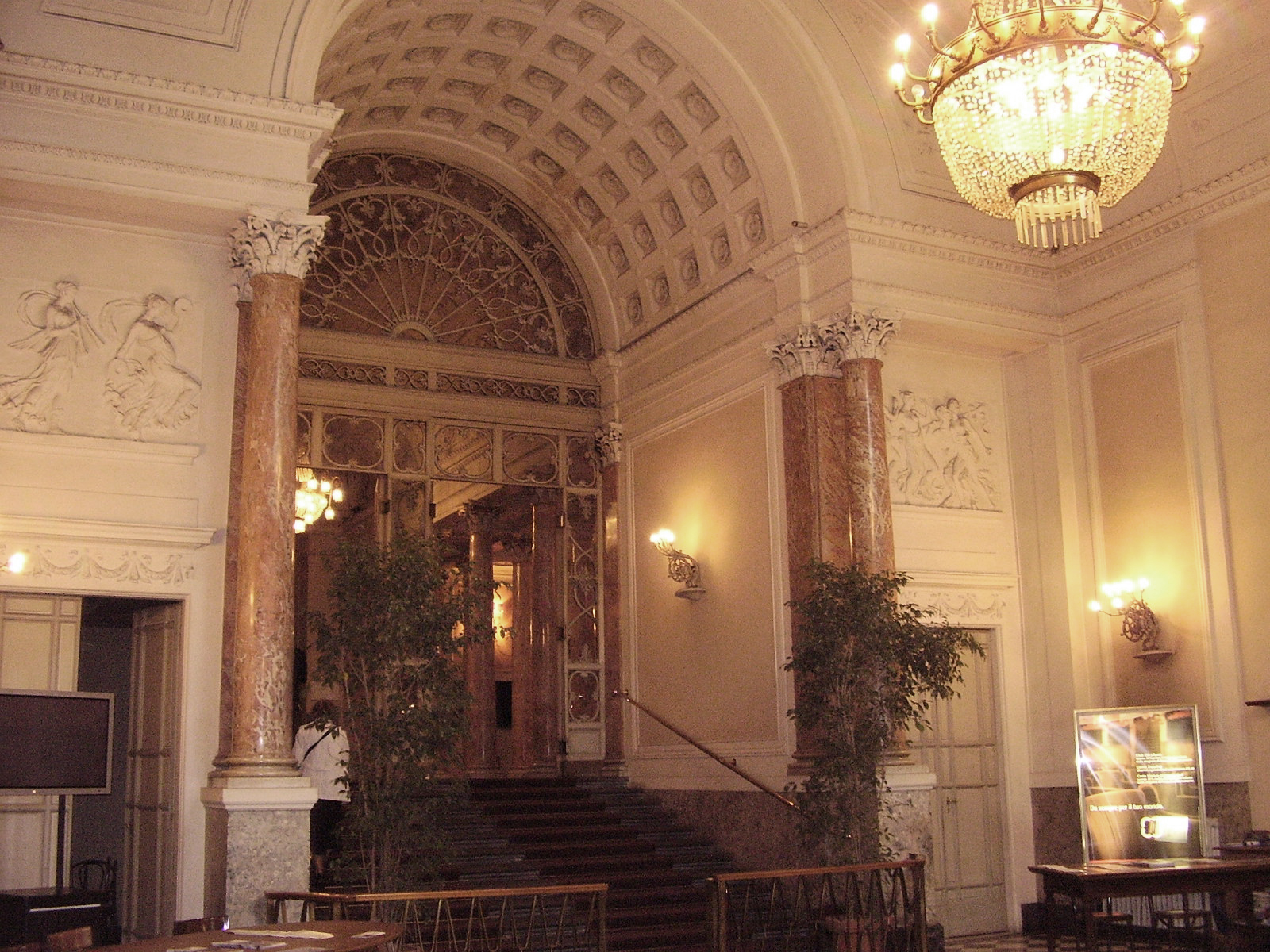
ペルゴーラ劇場

フィレンツェ五月音楽祭（ふぃれんつぇごがつおんがくさい、イタリア語: Maggio Musicale Fiorentino）はイタリアのフィレンツェで開かれるオペラ音楽祭。
1933年4月、指揮者のヴィットリオ・グイによって創設された。当初の目的は現代オペラや忘れられたオペラの上演にあり、第1回で上演されたオペラはジュゼッペ・ヴェルディの初期の作品『ナブッコ』だった。当時はヴェルディの初期作品が上演されるのは稀だったのである。第1回の成功後は隔年で開かれていたが、第二次世界大戦中を除いて、グイの後任のマリオ・ロッシが常任指揮者となった1937年以後は毎年開かれるようになった。現在では音楽祭は4月末から6月にかけて開催され、通常4つのオペラが上演される。上演はコムナーレ劇場（市立劇場）と小規模オペラ向けのコムナーレ小劇場、さらに伝統的なペルゴーラ劇場で行われる。
これまで取り上げられた代表的な作曲家としてピエトロ・マスカーニ、リヒャルト・シュトラウス、パウル・ヒンデミット、バルトーク・ベーラ、イーゴリ・ストラヴィンスキーらがいる。またブルーノ・ワルター、ヴィルヘルム・フルトヴェングラー、ヘルベルト・フォン・カラヤンらが指揮したことがある。
過去にはリッカルド・ムーティ、ルチアーノ・ベリオなどが芸術監督を務めた。現在の芸術監督はパオロ・アルカ、首席指揮者は1985年からズービン・メータで2006年には名誉指揮者の称号が贈られた。
2009年、政府からの補助金のカットにより4つのオペラのうち2つ（ベンジャミン・ブリテン『ビリー・バッド』、ヴェルディ『マクベス』）が中止になった。

## 文献
- Lynn, Karyl Charna, Italian Opera Houses and Festivals, Lanham, Maryland: The Scarecrow Press, Inc., 2005. ISBN 0-8108-5359-0